# NGC 439
NGC 439 is een elliptisch sterrenstelsel in het sterrenbeeld Beeldhouwer. Het hemelobject ligt ongeveer 243 miljoen lichtjaar van de Aarde verwijderd en werd op 27 september 1834 ontdekt door de Britse astronoom John Herschel.

## Synoniemen
- PGC 4423
- ESO 412-18
- MCG -5-4-15
- AM 0111-320